# 伊比廷加
伊比廷加是巴西圣保罗州的一个市镇。总面积688.676平方公里，总人口53148人，人口密度77.2人/平方公里。